# Aulacoscelis melanocera
Aulacoscelis melanocera is een keversoort uit de familie schijnhaantjes (Orsodacnidae). De wetenschappelijke naam van de soort werd in 1842 gepubliceerd door Philogène-Auguste-Joseph Duponchel en Auguste Chevrolat.